# Dicranaceae
Dicranaceae är en familj av bladmossor som beskrevs av Wilhelm Philipp Schimper. Enligt Catalogue of Life ingår Dicranaceae i ordningen Dicranales, klassen egentliga bladmossor, divisionen bladmossor och riket växter, men enligt Dyntaxa är tillhörigheten istället ordningen Dicranales, klassen egentliga bladmossor, divisionen bladmossor och riket växter. Enligt Catalogue of Life omfattar familjen Dicranaceae 1202 arter. 

## Bildgalleri

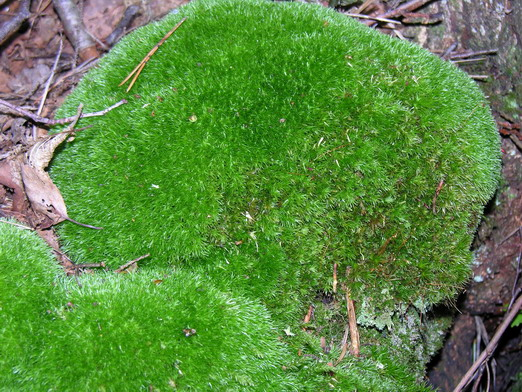

## Dottertaxa till Dicranaceae, i alfabetisk ordning[1][2]
- Anisothecium
- Aongstroemia
- Aongstroemiopsis
- Arctoa
- Atractylocarpus
- Braunfelsia
- Brothera
- Brotherobryum
- Bryohumbertia
- Bryotestua
- Camptodontium
- Campylopodiella
- Campylopodium
- Campylopus
- Cecalyphum
- Chorisodontium
- Cladophascum
- Cladopodanthus
- Cnestrum
- Cryptodicranum
- Cynodontium
- Dichodontium
- Dicnemoloma
- Dicranella
- Dicranodontium
- Dicranoloma
- Dicranoweisia
- Dicranum
- Eucamptodontopsis
- Holodontium
- Holomitriopsis
- Holomitrium
- Hygrodicranum
- Kiaeria
- Kingiobryum
- Leucobryum
- Leucoloma
- Macrodictyum
- Mesotus
- Microcampylopus
- Microdus
- Mitrobryum
- Muscoherzogia
- Nanomitriopsis
- Ochrobryum
- Octoblepharum
- Oncophorus
- Oreas
- Oreoweisia
- Orthodicranum
- Paraleucobryum
- Parisia
- Pilopogon
- Platyneuron
- Pocsiella
- Polymerodon
- Pseudephemerum
- Pseudochorisodontium
- Pseudohyophila
- Schistomitrium
- Schliephackea
- Sclerodontium
- Sphaerothecium
- Steyermarkiella
- Symblepharis
- Thysanomitrion